# Makyla Smith
Makyla Smith (* 1982 in Kanada) ist eine kanadische Schauspielerin. Sie ist Studentin der Umweltstudien an der York University in Toronto.

## Karriere
Makylas Fernsehdebüt fand in den Jahren 1998 bis 1999 mit drei Gastrollen in der Serie The Famous Jett Jackson statt. 2000 erhielt sie ihre erste Hauptrolle in dem Fernsehfilm Dear America: Color Me Dark, gemeinsam mit ihrer Mutter Alison Sealy-Smith. Zwei Gastrollen später (Animorphs und Caitlin’s Way, beide 2000) bekam sie die Rolle von Daphne Chanders in Queer as Folk. Weitere Film- und Fernsehaufgaben schlossen sich an. Außerdem spielte Makyla in der MTV Show The New Girl und lieh ihre Stimme zahlreichen Zeichentrickfiguren und Charakteren in Hörspielen.

## Filmografie (Auswahl)
- 2000–2001: Caitlin’s Way (Fernsehserie)
- 2000–2005: Queer as Folk (Fernsehserie)
- 2001: Lügen, Sex und Leidenschaft (Sex, Lies & Obsession, Fernsehfilm)
- 2002: The Red Sneakers (Fernsehfilm)
- 2002: Die Matthew Shepard Story (The Matthew Shepard Story, Fernsehfilm)
- 2003: Owning Mahowny
- 2003: Homeless to Havard: The Liz Murray Story (Fernsehfilm)
- 2004: Prom Queen – Einer wie keiner (Prom Queen: The Marc Hall Story, Fernsehfilm)